# Philippe Gomès
Pour les articles homonymes, voir Gomès.
Philippe Gomès est un homme politique français, de Nouvelle-Calédonie, né le 27 octobre 1958 à Alger (Algérie). Président anti-indépendantiste de l'Assemblée de la Province Sud du 14 mai 2004 au 10 mai 2009 puis du Gouvernement de la Nouvelle-Calédonie du 5 juin 2009 au 3 mars 2011, il est la principale figure et fondateur en 2008 du parti Calédonie ensemble (issu d'une scission avec l'Avenir ensemble) et fut le maire de La Foa, commune rurale de la côte ouest de la Grande Terre, de 1989 à 2008.
Du 3 mars 2011 au 18 décembre 2012, il est redevenu simple membre du gouvernement local (Martin III, IV, V et VI), chargé des transferts de la sécurité civile, du droit civil et commercial et des règles de l'état civil à partir du 11 mars 2011, et de ceux de la circulation aérienne et maritime et prévus par l'article 27 de la loi organique ainsi que de la circulation et de la sécurité routière à partir du 16 juin 2011.
Il est élu député divers droite de la 2e circonscription (îles Belep et l'ensemble de la Grande Terre à l'exception de Nouméa), pour la XIVe législature, le 17 juin 2012. À l'Assemblée nationale, il siège au sein du groupe de l'Union des démocrates et indépendants (UDI).

## Enfance, jeunesse et carrière professionnelle
Philippe Gomès est d'origine pied-noir, né en pleine guerre d'Algérie à Alger d'un père officier de police, il a trois ans lorsque l'ancienne colonie française d'Algérie accède à l'indépendance en 1962 et part alors s'installer avec sa famille à Cherbourg (Manche) où il passe son enfance. Il arrive finalement en Nouvelle-Calédonie à quinze ans en 1974 pour y être scolarisé au lycée Lapérouse de Nouméa où il passe son baccalauréat en 1977. Il retourne ensuite un temps en Métropole pour ses études et obtient une licence en droit à l'université de Nice Sophia-Antipolis en 1981.
Il revient alors dans sa terre d'adoption en tant que fonctionnaire du service de la concurrence et des prix en 1982. Mais il abandonne ce poste deux ans plus tard pour se lancer en politique.

## Les débuts au RPCR

### Le collaborateur de Denis Milliard
Lorsque les premiers affrontements à la fois politiques, entre indépendantistes et loyalistes, et ethniques, entre Kanaks et les autres communautés du Territoire, éclatent en 1984, Philippe Gomès, partisan du maintien de la Nouvelle-Calédonie dans la France, s'engage au sein du Rassemblement pour la Calédonie dans la République (RPCR) du député Jacques Lafleur et devient un collaborateur de l'avocat Denis Milliard, l'une des figures de l'époque du parti. Il devient ainsi son directeur de cabinet lorsqu'il est nommé ministre du Travail, de l'Emploi et de la Fonction publique dans le Gouvernement du territoire créé par le statut Lemoine et dirigé par le sénateur Dick Ukeiwé du 23 novembre 1984 au 29 août 1985.
La loi du 17 juillet 1986 relative à la Nouvelle-Calédonie, dite « Statut Pons I » (du nom du nouveau ministre de l'Outre-mer, Bernard Pons), remplace l'Office foncier, organisme d'État chargé de racheter des terres pour les redistribuer aux tribus Kanaks, par l'Agence de développement rural et d'aménagement foncier (ADRAF), établissement public territorial avec une nouvelle politique voulant avant tout défendre le droit à la propriété privée, donnant la priorité à l'installation d'exploitants individuels, et le seul mode d'accès au foncier étant désormais la propriété privée donc, en ce qui concerne le domaine coutumier, par le biais des Groupements de droit particulier local (GDPL, structure juridique créée en 1986, formée par des personnes de statut civil coutumier invoquant le droit du premier occupant sur une terre, qui organise le développement rural sur cette terre). Philippe Gomès est alors nommé directeur adjoint de l'ADRAF à compter du 1er janvier 1987 en secondant une nouvelle fois Denis Milliard. Les indépendantistes et la gauche nationale reprochent alors à la nouvelle équipe chargée de la redistribution des Terres de favoriser les particuliers, et surtout les éleveurs européens, au détriment des terres coutumières, les GDPL ne se voyant attribuer sur deux ans que 576 ha contre 8 768 aux individus, sociétés et collectivités. Néanmoins, l'ADRAF fait, sous ce statut, l'acquisition de 21 704 hectares par achat à des propriétaires privés, pour un coût de 819 millions de Francs CFP.
Il est pour la première fois candidat pour le RPCR aux élections régionales du 24 avril 1988, les seules organisées dans le cadre du « statut Pons II » et les dernières boycottées par les indépendantistes dans le contexte difficile de la prise d'otages d'Ouvéa. En septième position sur la liste emmenée par le sénateur et président du Conseil exécutif Dick Ukeiwé dans la Région Ouest, suivant directement Denis Milliard, il est donc élu pour la première fois au Congrès du Territoire et au Conseil de la Région Ouest. Il démissionne pourtant de ces deux mandats dès le 19 mai 1988. Il est réélu l'année suivante dans le cadre des élections provinciales du 24 mai 1989, en 15e position sur la liste de Jacques Lafleur, à l'Assemblée de la Province Sud et au Congrès. Il est sans cesse reconduit dans ces deux institutions par la suite. Il devient ensuite au sein du RPCR un proche de Harold Martin, le soutenant dans sa lutte face à Pierre Frogier pour devenir le dauphin de Jacques Lafleur.

### Maire de La Foa
Élu maire de la commune rurale de La Foa, située en « Brousse » sur la côte ouest de la Grande Terre, en 1989, il s'attache à l'équipement des tribus en eau et électricité et à développer les activités liées notamment au tourisme ou à la culture, en s'appuyant sur les associations, la préservation du patrimoine et la construction d'infrastructures. Parmi ces dernières, il faut citer un centre socioculturel doté d'une médiathèque municipale, une piscine, une salle omnisports, un cinéma et une place publique (très rare en « Brousse »). En 1995, il prend la présidence du syndicat intercommunal à vocation multiple (SIVM) de La Foa regroupant les communes de La Foa, Moindou, Farino, Bouloupari et Païta et participe à la création en 1998 de l'Association La Foa Tourisme qui associe La Foa, Moindou, Farino et Sarraméa. Il devient ainsi un acteur important du développement de la « Brousse ».
Il obtient en 1996 les crédits nécessaires à la rénovation de la passerelle Marguerite, ouvrage métallique de 50 m inauguré en 1909 et marquant l'entrée du village, et les travaux s'achèvent en 1997, permettant l'organisation régulière de sons et lumières par l'« Association Marguerite ». Toujours sur le plan historique et patrimonial, il a organisé les festivités de la commémoration du 120e anniversaire de la commune en 2003 et décide de renouveler désormais l'évènement chaque année.
Mais, cinéphile, il se fait surtout connaître à ce poste par l'organisation à partir de juin 1999 du festival annuel de cinéma de La Foa dans la salle Jean-Pierre Jeunet (du nom du premier président du jury du festival) tout juste inaugurée.
Sa politique ambitieuse, qui fait de La Foa l'une des communes les plus dynamiques en dehors du Grand Nouméa, entraîne toutefois de forts investissements et d'importantes subventions aux associations. Le taux d'endettement est ainsi en partie pointé du doigt en 2003 par la Cour des comptes,.
Non candidat à sa succession lors des élections municipales de 2008, il laisse la place à Corine Voisin, une de ses fidèles au sein du conseil municipal.

### Le négociateur du pacte social
Le 28 mai 1999, il est élu comme l'un des sept membres RPCR sur onze du 1er gouvernement issu du statut né de l'Accord de Nouméa et présidé par le maire de Nouméa Jean Lèques. Chargé des secteurs du Travail, de la Formation professionnelle et de la Fonction publique, il a pour mission principale, aux côtés de son collègue de la Santé et de la Protection sociale Aukusitino Manuohalalo, de négocier avec les syndicats les modalités du « Pacte social » finalement signé le 20 octobre 2000 afin de définir la politique de relations entre les partenaires sociaux en Nouvelle-Calédonie (règles de représentation des salariés et le dialogue social), d'aides sociales (hausse du SMG de 78 000 à 100 000 F CFP, soit 838 euros, d'ici 2003 mais aussi baisse des cotisations patronales, redéfinition des conditions d'accès au logement social ou la création d'une couverture sociale unifiée) et de l'emploi (par la baisse des cotisations patronales tout en s'engageant à légiférer sur la protection de l'emploi local).
Reconnu par ses adversaires politiques, et notamment indépendantistes, pour ses talents de négociateur et une attitude jugée « progressiste », le fait que Jacques Lafleur intervienne en personne pour accorder l'augmentation immédiate du SMG à 100 000 F CFP le lendemain du saccage par des manifestants d'un rond-point à Nouméa le 16 novembre 2000, passant outre au calendrier établi par le pacte social,, est perçu comme un désaveu personnel de Philippe Gomès. À la suite de la démission du Gouvernement Lèques le 19 mars 2001, il n'est pas reconduit dans l'exécutif suivant désormais dirigé par Pierre Frogier.

### La volonté de réformer le RPCR
Après les élections municipales de 2001 qui voient la mise à l'écart du maire de Païta, qui s'est fait réélire contre l'avis de la direction du RPCR et contre le candidat officiel du parti, ce qui lui a valu son exclusion, Philippe Gomès prend la tête, à l'occasion de la réunion de la direction de la formation anti-indépendantiste dans sa commune de La Foa le 8 juin 2001, d'un mouvement interne au Rassemblement militant pour une modernisation de ce dernier et à plus de démocratie de la part de Jacques Lafleur. Tout en reconnaissant à ce dernier son « action essentielle pour la Nouvelle-Calédonie ces 25 dernières années », il l'appelle à prendre en compte les « secousses » qui touchent alors le RPCR (fronde de Harold Martin, démission de la première vice-présidente du Congrès Marie-Noëlle Thémereau pour protester contre le poids trop important de la Province Sud dans le jeu institutionnel) et qui, selon lui, « témoignent de la nécessité pour le parti d’évoluer, de faire en sorte qu’en son sein l’expression ait davantage sa place, que l’on fonctionne d’une manière plus démocratique aussi bien au niveau des instances que des débats qui sont ceux de la société calédonienne d’aujourd’hui ».
Si cette attitude ne vaut pas à Philippe Gomès de critique directe de la part du dirigeant loyaliste, les plus fidèles partisans de ce dernier ne cachent pas leur hostilité à son égard : le maire de Boulouparis Alain Lazare accuse dans un entretien accordé à la radio anti-indépendantiste RRB les proches de Philippe Gomès de l'avoir « verbalement agressé » à La Foa et dit d'eux : « Je crois que ce qu’ils souhaitent c’est tout simplement avoir le pouvoir », le caricaturiste Jar de l'hebdomadaire L'Hebdo, journal politique du RPCR, titre son dessin du 14 juin 2001 par « La trahison à deux visages » tandis que la polémiste de ces deux organes médiatiques du Rassemblement, Élizabeth Nouar, l'affuble des qualificatifs de « pseudo-réformateurs » et d'« apparatchiks ».
Quoi qu'il en soit, Philippe Gomès reste membre du RPCR jusqu'à la fin de cette première mandature de l'Accord de Nouméa en 2004. De retour à l'Assemblée de la Province Sud et au Congrès à la suite de son départ du Gouvernement, il est élu le 6 juin 2001 membre des commissions de l'organisation administrative et de la fonction publique, de la santé et de la règlementation sociale et de l'enseignement et de la culture de l'assemblée territoriale.

## Un des ténors de l'Avenir ensemble

### La dissidence du RPCR et le ralliement à la liste Thémereau
À l'approche des élections provinciales du 9 mai 2004, il renouvelle son appel à une modernisation des pratiques politiques en Nouvelle-Calédonie lors d'une interview accordée aux Nouvelles calédoniennes le 26 février 2004. Déclarant son attachement à l'Accord de Nouméa et au « destin commun », il critique la manière dont ce dernier a été appliqué depuis 1999, estimant que « des pans entiers de l’Accord de Nouméa, qui constituent le socle du "destin commun" auquel nous sommes appelés, n’ont pas pris corps. Je pense bien sûr aux signes identitaires, à la citoyenneté calédonienne ou encore à l’emploi local » et que « le Gouvernement de la Nouvelle-Calédonie, institution nouvelle issue de l’accord, a eu du mal à trouver sa place dans un schéma institutionnel au sein duquel les Provinces ont un rôle central », et demande une « rénovation des rapports politiques entre les formations calédoniennes » en s'appuyant plus sur la société civile et les partenaires sociaux.
Il rallie finalement, le 30 mars 2004 et avec le soutien des élus municipaux de sa majorité à La Foa, la liste « l'Avenir ensemble » constituée en Province Sud par le rapprochement entre Harold Martin, le parti Alliance de Didier Leroux qui jusqu'alors constituait la seule alternative au RPCR au sein de la droite modérée loyaliste locale et d'autres dissidents du Rassemblement dont Marie-Noëlle Thémereau qui prend la première place de la liste. Philippe Gomès y figure quant-à-lui à la sixième position. Il justifie sa dissidence par le fait que, d'après lui, « le RPCR, seul et unique parti au sein duquel j’ai milité ces vingt dernières années, n’a pas réussi sa mutation ni démocratisé son fonctionnement et s’est peu à peu coupé du pays réel » tandis que l'évolution de la situation politique notamment dans le camp anti-indépendantiste, qui après avoir « évolué dans un contexte particulièrement difficile, qui ne permettait pas l’expression des sensibilités » entre 1984 et 1999, aurait dû l'appeler à plus de collégialité interne. Cette adhésion lui vaut d'être exclu du Rassemblement par décision de son comité exécutif le 15 avril suivant, trois semaines seulement avant le scrutin.
Durant la campagne, il s'occupe tout particulièrement de promouvoir la partie sociale du programme de l'Avenir ensemble, appelant à « réduire la fracture sociale » par un « contrat avec les Calédoniens » et proposant la généralisation des allocations familiales, la revalorisation du SMG à 120 000 francs CFP, le développement de l’habitat social et la création d’une allocation logement.

### Président de la Province Sud
Après la victoire le 9 mai 2004 de l'Avenir ensemble en Province Sud, avec 33,9 % des suffrages exprimés et 19 sièges sur 40 contre 31,2 % et 16 élus pour la liste Rassemblement-UMP (nouveau nom du RPCR) de Jacques Lafleur, la nouvelle assemblée provinciale le choisit comme président le 14 mai suivant.
Ses premières mesures consistent à revenir sur trois décisions contestées de la mandature précédente : tout d'abord le développement immobilier du site de Gouaro Deva à Bourail et la création d'un nouveau site d'enfouissement des déchets desservant le Grand Nouméa, mais aussi, plus polémique et plus important, le projet d'usine du Sud à Goro, :
- Gouaro Deva : propriété provinciale d'environ 8 000 hectares à Bourail, comprenant un accès à la mer, des plaines cultivables, des milieux naturels particuliers (mangroves et forêt sèche) et des espaces culturels et historiques pour les populations Kanak (lieux sacrés et sites liés à la révolte du chef Ataï de 1878), ce domaine a fait l'objet en décembre 2003 de deux promesses de vente, l'une pour un développement touristique sur le littoral, l'autre pour un projet agro-pastoral. Critiquées par les populations locales, tant par les tribus que par les exploitants agricoles, et par l'Avenir ensemble pendant la campagne, ces deux cessions sont annulées par le nouvel exécutif provincial dès la fin du mois de mai 2004 et les bénéficiaires de ces décisions sont forcés de quitter les lieux[28]. La vente est ensuite définitivement annulée sur motif de prix de vente inférieur à la valeur réelle des terrains le 10 mars 2005 (ce que le Rassemblement-UMP dément, accusant le nouvel exécutif, chargé de la défense de la Province dans cette affaire, de ne pas avoir fourni toutes les pièces dans cette affaire, notamment le fait que le prix de vente ait été basé sur une étude réalisée en 2002 par un cabinet d'expert foncier auprès du tribunal de Nouméa, et qu'elle aurait généré une plus-value substantielle par rapport à ce qu'avait coûté l'achat du domaine par la Province en 1992)[29],[30]. La Province Sud, après consultation des différentes institutions et autorités concernées (commune, ADRAF, coutumiers et représentants des agriculteurs), décide finalement à la fin du mois de mars 2005 de conserver l'ensemble du domaine de Gouaro Deva et de la mettre en valeur par le biais de la location selon le principe d'un développement concerté et de « synergies transversales » et en se basant sur quatre piliers : le caractère inaliénable de ce terrain qui ne doit pas être morcelé et rester dans le domaine public, la mise en avant de son aspect collectif et de lieu de loisir familial, la protection de ses sites naturels, culturels et historiques et enfin son développement économique intégré par le biais du tourisme et de l'agriculture[31]. Qualifiée d'« effet d'annonce » et de « projet vague » (notamment sur ses propositions pour l'irrigation) par l'opposition Rassemblement-UMP[30], la politique est ponctuellement critiquée également par les clans regroupés au sein du GDPL Mwe Ara qui s'offusque notamment des journées portes ouvertes organisées par la Province Sud pour faire découvrir la propriété au grand public sans en informer les autorités coutumières[32]. Le projet provincial de mise en valeur est adopté le 7 août 2008 avec la création de la SEM Mwé Ara réunissant Promosud (l'agence de gestion des participations économiques de la Province Sud), la commune de Bourail et le GDPL. Il prévoit la construction d'un camping, de deux hôtels trois étoiles dont un selon la formule ecolodge, un de quatre étoiles et un club de vacances cinq étoiles, pour une capacité totale de 1 200 lits, des infrastructures de loisirs (petite base nautique sur une partie de la plage, centre équestre, sentier du littoral et golf de 18 trous), un village culturel dans la « Vallée taboue », un « arboretum » ou jardin botanique spécialisé et un « pôle d’excellence en matière d’agriculture douce » (une dizaine d’exploitations sur environ 200 hectares dédiés à des cultures sous protection biologique intégrée, avec pas ou peu de pesticides, et éventuellement un site de protection de fourrage)[33], le tout pour un coût estimé, avant défiscalisation, à 20 milliards de F CFP (167,6 millions d'euros) dont 4 milliards (33,52 millions d'euros) financés par la Province Sud réparti sur 5 à 6 ans et une mise en service progressive des hébergements hôteliers en 2010 et 2011[34]. Ce programme est voté sans réelle opposition avec seulement une « abstention positive » du Rassemblement-UMP[35]. Toutefois, l'affaire rebondit une nouvelle fois avec l'annulation le 19 décembre 2008 par la cour administrative d'appel de Paris du jugement de mars 2005 du tribunal administratif de Nouméa qui rendait nulle la vente de la propriété. Ce jugement n'empêche pas Philippe Gomès de considérer en séance de l'Assemblée provinciale : « Je continue à considérer que ce n’est pas au président de fixer les conditions de la vente, mais à l’assemblée de province. Et comme elle ne l’a pas fait, la délibération est incomplète et je ne la mettrai pas en œuvre. »[36], de refuser toute négociation avec l'ancien acquéreur potentiel, Jean-Gil Fong[37] et de lancer la campagne d'ouverture de 18,5 % du capital de la SEM Mwé Ara à l'actionnariat populaire auprès de la population de Bourail[38], ce que le Rassemblement-UMP juge « illégal » au vu de la décision de la cour administrative d'appel[39]. Finalement, l'Assemblée de Province vote officiellement le retrait de la promesse de vente de 2003 le 26 février 2009 tout en décidant de lancer des négociations avec Jean-Gil Fong[40], et la pose de la première pierre du complexe hôtelier cinq étoiles sous enseigne « Sheraton Nouvelle-Calédonie Bourail Resort & spa » le 19 mars suivant[41].
- Le centre d'enfouissement du Grand Nouméa : bien que le choix à proprement parler du lieu de stockage des déchets relève de la compétence des communes, la Province Sud peut exercer une influence importante sur la procédure puisqu'elle décerne les permis nécessaires à la mise en service des dépotoirs. Le CET de Ducos à Nouméa, créé en 1963 et saturé depuis 1997, ne répondant plus à aucune norme, notamment environnementale, la commune lance une étude pour trouver un nouveau site en 2002 et arrête bientôt son choix, par élimination, sur celui dit d'Oumbagou à Bouloupari, le seul présentant les qualités géologiques (sol argileux empêchant la perméabilité des sols), climatiques (faible pluviométrie), d'altitude (situé en plaine) nécessaires et à être assez éloigné de toute zone habitée (en plein campagne) nécessaires, le seul problème provenant de sa distance par rapport au chef-lieu (80 km) qui entraînerait des perturbations dans la circulation[42]. Toutefois, une association d'opposition à cette installation se crée rapidement au sein de la population de Bouloupari, reprochant au projet d'être imposé par Nouméa sans consultation des populations locales et de n'être pas totalement sûr en matière d'environnement, le site envisagé comportant « quatre forages et une source » ce qui décèlerait la présence d'une nappe phréatique[43]. Ces critiques sont là aussi reprises par l'Avenir ensemble lors de sa campagne, et se prononce pour une option plus proche de la capitale territoriale. Une fois arrivé à la présidence de la Province Sud, Philippe Gomès interrompt dès la fin du mois de mai 2004 l'étude demandée par les communes pour l'obtention du permis ICPE délivré à l'échelon provincial pour permettre l'exploitation d'un centre de stockage de déchets, et appelle à ce que les « maires de l’agglomération se réunissent dans les meilleurs délais afin de décider d’une solution plus adéquate », et cela dans l'urgence puisqu'une ultime dérogation à la fermeture du site de Ducos est alors censée prendre fin en juillet 2004, délais étendu à décembre par l'installation de traitement des effluents liquides mais qui ne pourrait être suivi au-delà de cette date que par des stockages temporaires. Dans le même temps, il engage une politique de réglementation du traitement des déchets non ménagers et annonce « la réalisation d’une déchèterie sur le futur centre de transit de Ducos, parallèlement au montage de filières d’éliminations de certains déchets dangereux ou toxiques », tels que batteries, huiles usagées, déchets toxiques et pneus[27]. Une bataille s'engage alors entre les quatre maires du Grand Nouméa, ceux de Nouméa (Jean Lèques) et du Mont-Dore (Éric Gay), Rassemblement-UMP, défendant l'option de Bouloupari, et ceux de Dumbéa (Bernard Marant) et Païta (Harold Martin) proposant la solution alternative d'agrandir la décharge de Ducos en gagnant sur la baie en attendant la création d'un incinérateur[44]. Mais le projet d'enfouissement à Bouloupari est de plus soutenu par les écologistes[45], et une enquête publique sur l’installation de stockage des déchets ménagers et assimilés (ISD) à Oumbagou est lancée le 3 novembre 2004[46]. Dans le même temps, la candidature de Gadji à Païta, qui faisait partie des options potentielles avant le choix de Bouloupari en 2002, est relancée par son maire Avenir ensemble Harold Martin[47]. Et c'est bien Gadji qui est finalement retenu en 2005 par le biais de la création, avec l'appui de la Province Sud, d'un syndicat intercommunal à vocation unique (SIVU) de traitement des déchets ménagers réunissant les communes du Grand Nouméa en juin, tandis que les deux CET existants de Ducos et du Mont-Dore doivent être transformés en centres de tri et de transit[48]. L'ISD est finalement mis en service en octobre 2007, même si la question de l'écoulement des eaux de pluie fait toujours craindre un risque de pollution[49]. Dans le même temps, la Province Sud renforce sa réglementation en matière de déchets dangereux pour l'environnement (huiles, batteries, piles, véhicules usagés, pneus) : ceux-ci sont interdits de stockage sur l'ISD de Gadji et sont uniquement voués au recyclage local (notamment les pneus qui servent à renforcer les casiers du centre de Gadji[50], les huiles pour la combustion dans les fourneaux de l'usine SLN de Doniambo, les pièces détachées des véhicules pour la vente d'occasion) ou à l'exportation (piles, batteries et carcasses de voiture)[51], des sanctions contre le rejet en milieu naturel sont progressivement créées[52],[53],[54] et la notion de « responsabilité élargie des producteurs » (REP) est légalement créée le 10 avril 2008 (les importateurs et fabricants locaux sont désormais responsables de la gestion des déchets issus des produits qu’ils ont mis sur le marché)[55],[56]. Cette dernière mesure est toutefois critiquée par les professionnels qui critiquent un manque de visibilité dans la pratique tandis que peu de filières de recyclage sont réellement mises en place[57] Enfin, pour ce qui est du stockage des déchets en Brousse, après avoir longtemps hésité à soutenir la création d'un second ISD à La Foa, la Province Sud décide avec les communes concernées en 2008 de fermer tous les dépotoirs de brousse (déchèteries municipales de Boulouparis, Moindou, Sarraméa et Thio et décharges contrôlées de La Foa et Bourail) au profit du seul site de Gadji et de les remplacer par quatre centres de tri et de transit (Bourail, Boulouparis, La Foa et Thio)[58].
- Goro Nickel : les opposants au projet reprochaient à l'équipe sortante de la Province Sud d'avoir « bradé » le patrimoine minier du Grand Sud en acceptant en juillet 2002 le plan de financement de 4,8 milliards de Francs CFP (40,224 millions d'euros environ)[59] du géant canadien Inco pour l'obtention d'un permis de recherche sur le gisement de Prony ouest en vue du projet de construction d'une usine à Goro initié en 1999[60], et cela malgré la contrepartie obtenue par le président de Province Jacques Lafleur d'une participation à hauteur de 10 % concédée à la Nouvelle-Calédonie dans le capital de Goro Nickel[61]. S'agissant d'une des principales promesses de l'Avenir ensemble, Philippe Gomès décide de relancer des négociations avec Inco dans le but d'obtenir une « revalorisation » du projet et de nouvelles contreparties pour les populations locales, notamment dans le domaine de l'environnement. Pourtant, dès octobre 2004, malgré un avis contraire de la Direction provinciale de l'environnement et face aux nombreux recours en justice que cette décision entraîne (recours en annulation devant le tribunal administratif et plainte pour corruption et ingérence devant le tribunal correctionnel), il accorde un permis ICPE à l'industriel qui peut relancer les travaux de l'usine, arrêtés depuis l'annulation en décembre 2003 par le tribunal administratif de Nouméa du permis de recherche accordé à Goro Nickel sur le gisement de Prony (et bien que ce permis ait été attribué de nouveau dans les mêmes termes dès janvier 2004). Mais la forte pression sociale maintenue par le Comité Rhéébù Nùù (groupe réunissant des hommes politiques, essentiellement indépendantistes comme Raphaël Mapou ou Rock Wamytan, et des coutumiers du Grand Sud, mêlant militantisme écologique et revendications sur les droits des peuples autochtones et qui multiplie les actions violentes, les barrages routiers et les blocages du site de l'usine), de nouvelles annulations de permis par le tribunal administratif de Nouméa (confirmation en octobre 2005 de l'annulation de permis de recherche sur le gisement de Prony qui ne laisse finalement à Goro Nickel que celui de Goro, l'annulation en juin 2006 du permis ICPE), le rachat d'Inco par le groupe brésilien CVRD en octobre 2006[62] et le dépassement des prévisions du budget de construction poussent la Province Sud à demander une relance des négociations. La sortie de crise semble réellement atteint avec la signature d'un pacte pour le développement durable le 27 septembre 2008 entre les chefferies du Sud, les sénateurs coutumiers de l'Aire Djubéa-Kaponé, le comité Rhéébù Nùù et Goro Nickel, consistant en une enveloppe comprise entre 9,8 et 40 milliards de F CFP (entre 82 et 335,2 millions d'euros environ) échelonnés sur 30 ans[63]. Il prévoit, dans le cadre d'un schéma participatif, outre un fort investissement pour limiter le risque écologique lié à l'activité industrielle (notamment par un programme de reboisement de 2,4 milliards de Francs pacifique, soit 20 millions d'euros, renégociables au bout de 6 ans), d'intégrer davantage les populations locales dans le projet en leur donnant un rôle de surveillance environnementale et en améliorant leurs conditions de vie par le biais d'une « fondation d'entreprise pour le développement participatif et durable des communautés du Grand Sud » et d'un « comité coutumier consultatif environnemental » pouvant demander des études et former des techniciens environnementaux issus des tribus[64],[65]. Depuis la signature de cet accord, les derniers obstacles à la construction semblent levés : le projet obtient le 9 octobre 2008 les permis ICPE pour l'usine et le centre de production métallurgique et pour le parc des résidus, l'entrée en production est prévue pour 2009 pour une pleine capacité d'ici 2013[66]. De plus, ce pacte est à l'origine d'une série de mesures pour l'environnement votées lors de la dernière séance de la mandature le 19 mars 2009, à l'unanimité et applaudies par l'ensemble des forces politiques, mais considérées par ses opposants (Rassemblement-UMP, Avenir ensemble désormais adversaire, RPC, Front national) comme de simples « effets d'annonce » en période pré-électorale : participation à l'Observatoire du Grand Sud baptisé « L'Œil » (pour « Observation et information sur l'environnement », organisme unissant institutions, coutumiers, industriels et associations écologistes pour surveiller et informer de l'état de l'environnement dans le Grand Sud), création d'un Code de l'environnement rassemblant en quatre livres et 700 articles l'ensemble de la législation provinciale mise en place jusqu'alors dans ce domaine, adoption le même jour d'une « stratégie pour le développement durable » visant à organiser les actions de la collectivité pour concilier efficacité économique, progrès social et responsabilité environnementale autour de neuf axes stratégiques (lutte contre le changement climatique, rééquilibrage des territoires, destin commun, information du public, préservation et développement des cultures, maintien de la biodiversité exceptionnelle de la Calédonie, évaluation des politiques publiques, gouvernance participative et administration provinciale exemplaire)[67]. Pourtant, cette politique est mise à l'épreuve dès le 1er avril 2009 avec une importante fuite d'acide sulfurique à l'usine de Goro (une quantité estimée à l'origine entre 1000 et 5000 litres par l'industriel, mais en réalité bien supérieure, jusqu'à 18 000 litres, s'est déversée sur le site et dans un ruisseau voisin, le creek de la baie Nord[68], provoquant la mort de plus de 3 000 poissons dans une zone connue pour son fort taux d'endémisme[69]) remet en question l'excellence environnementale de l'entreprise et pousse la Province Sud, qui parle de « grave dysfonctionnement », à interdire dès le surlendemain la production d'acide tant que Vale Inco Nouvelle-Calédonie (nouveau nom de Goro Nickel depuis décembre 2008) n'aura pas remis ses installations en conformité dans un délai de quatre jours, évalué clairement les causes de l'incident et établi un bilan de ses conséquences à court et long terme sur l'environnement[70]. Un nouvel arrêté provincial du 9 avril étend cette suspension, pour un délai de six à huit semaines, à toutes les unités raccordées au bassin Nord, soit 80 % des installations de l'usine du Sud, remettant en cause le calendrier de sa mise en service[71]. Cette affaire prend également la tournure, dans un contexte de campagne pré-électorale avec les élections provinciales du 10 mai 2009, d'une bataille juridique entre Philippe Gomès et son ancien allié et désormais ennemi en politique, le président du Gouvernement local Harold Martin ce dernier accusant la Province Sud de négligence face à un risque dont elle aurait été au courant et décidant de porter plainte à la fois contre l'industriel et contre l'institution provinciale[72], ce à quoi Philippe Gomès répond par une plainte contre le chef de l'exécutif pour « diffusion de fausses informations, tentative de manipulation, et diffamation »[73].

Il met de plus l'accent sur l'enseignement (disparition des derniers instituteurs remplaçants, qui étaient encore environ 150 en 2004, au profit de titulaires, l'augmentation des bourses scolaires ou du supérieur, la gratuité des cantines et internats pour les élèves boursiers, le dispositif « école prioritaire » visant à augmenter les moyens dans les établissements ayant un nombre important d'élèves défavorisés), dont il décide de se charger personnellement, et l'habitat social (en passant de 300, selon lui, ou 450, selon le Rassemblement-UMP, logements construits par an en moyenne avant 2004 à 650 après et jusqu'à 800 en 2008 voire 1 000 en 2009), tandis que ses adversaires considèrent qu'il n'a fait que « poser des premières pierres » et lui reprochent de n'avoir « que gaspillé », en mettant en avant que : « Le budget fonctionnement des services est passé de 745 millions à 1,3 milliard. Le budget fêtes et cérémonies a bondi de 21 à 71 millions. »

### Querelle avec Didier Leroux et Harold Martin
À l'approche des élections législatives de 2007, fort d'un sondage qui luit était favorable, il décide de se présenter à la primaire organisée par l'Avenir ensemble pour désigner les candidats dans la 1re circonscription. Or, l'investiture semblait jusque-là devoir revenir à Didier Leroux, au nom d'un accord tacite qui aurait été passé entre les dissidents RPCR (menés par Harold Martin) et les membres de l'ancien parti Alliance (de Didier Leroux) au moment de la formation du parti. Finalement, Leroux décide de ne pas déposer sa candidature au conseil territorial de l'Avenir ensemble et donc de se présenter au scrutin sans l'investiture du parti, qui revient à Philippe Gomès, mais sous l'étiquette de l'UDF-MoDem. Cette division dans la 1re circonscription est l'un des principaux facteurs de la défaite de l'Avenir ensemble, puisqu'aucun des deux hommes n'accède au second tour tandis que leurs scores cumulés (10 539 voix, soit 28,44 %, contre les 11 445 obtenus par le candidat arrivé en tête, le RPCR Gaël Yanno, et les 5 846 seulement réunis par l'indépendantiste Charles Washetine) laissent présumer qu'un candidat unique aurait pu se qualifier. De plus, les partisans de Didier Leroux imputent cet échec à Philippe Gomès puisque, contrairement à ce qui était prévu par un autre sondage réalisé par l'institut TNS Sofres pour Nouvelles calédoniennes qui le donnait en tête avec une avance de trois points sur Gaël Yanno, le président de la Province Sud n'arrive qu'en quatrième position (avec 14,1 % des suffrages) et est légèrement devancé, de 93 voix, par le candidat centriste.
La défaite générale de l'Avenir ensemble sur l'ensemble du Territoire (Harold Martin, pourtant seul candidat du mouvement, n'ayant pas, lui non plus, réussi à se qualifier pour le deuxième tour dans la 2e circonscription) fait naître également au fil du temps des divergences de vue entre les ténors du parti quant aux conséquences à en tirer. Certains, dont surtout Harold Martin, y voient en quelque sorte un vote sanction à l'encontre de la politique menée par le parti et surtout le souhait des électeurs de revenir à une logique d'opposition entre indépendantistes et anti-indépendantistes, et appellent donc à se recentrer sur des positions plus claires sur la question institutionnelle et à un rapprochement pragmatique avec le Rassemblement-UMP, l'adversaire d'hier mais grand vainqueur du scrutin. D'autres au contraire, menés par Philippe Gomès, souhaitent alors accélérer la politique engagée par le parti depuis 2004. Finalement, la logique d'Harold Martin d'alliance avec le Rassemblement, à travers un accord-cadre de majorité au Congrès et au Gouvernement, l'emporte : Pierre Frogier obtient la présidence de l'assemblée locale et Harold Martin celle du Gouvernement. Si Philippe Gomès apporte son soutien frileux à cet accord, son opposition avec Harold Martin, pourtant jusque-là présenté comme un ami sincère et qui s'ajoute à sa rupture avec Didier Leroux née des législatives, devient de plus en plus forte. Ainsi, le président de province reproche bientôt au chef de l'exécutif local de trop céder au Rassemblement-UMP et de moins en moins favoriser le dialogue avec les indépendantistes, qualifiant notamment Harold Martin de « perroquet de Frogier ».
Si les ténors du parti tentent de conserver un semblant d'unité jusqu'aux élections municipales de mars 2008, les résultats médiocres de l'Avenir ensemble lors de ce scrutin (s'il retrouve Bourail, gagnée sur le RPCR qui l'avait emporté en 2001, et gagne Moindou sur le maire sortant FCCI qui était auparavant soutenu par le RPCR, tandis que la successeur désignée de Philippe Gomès, qui ne se représentait pas, Corine Voisin, obtient une large majorité à La Foa, le parti perd Dumbéa, importante commune du Grand Nouméa, et ne réussit pas à déloger Jean Lèques à Nouméa tout en le forçant à concéder pour la première fois depuis son arrivée à la mairie un second tour de scrutin) font que la rupture est bientôt consommée.
Tout d'abord, lors du conseil territorial du 12 avril 2008, Philippe Gomès pousse l'ancienne présidente du Gouvernement et l'une des principaux partisans d'une gestion consensuelle de la Nouvelle-Calédonie, Marie-Noëlle Thémereau, à se présenter à l'élection du président du parti qui doit se tenir le 21 juin. En réponse, lors d'un autre conseil territorial, le 17 mai, Didier Leroux pose à son tour sa candidature, soutenu par Harold Martin qui de plus fait alors voter une résolution statuant que le congrès du 21 juin servirait tout à la fois à désigner le chef du mouvement et ses têtes de liste pour les provinciales de 2009. Philippe Gomès et ses partisans, essentiellement issus de l'Assemblée de la Province Sud dont notamment ses vice-présidents Philippe Michel ou Sonia Lagarde ou encore Marie-Noëlle Thémereau, y voient une trahison et posent un ultimatum : que les décisions du congrès territorial du 17 mai soient retirées ou bien ils boycotteront le congrès du 21 juin et formeront leurs propres listes pour le scrutin de 2009.
Le camp Martin-Leroux maintient ses positions en présentant ses candidats à l'investiture comme têtes de liste du parti pour les provinciales (Harold Martin dans le Sud, Éric Babin, comme en 2004, dans le Nord et Egomë Bako, un inconnu proche de Didier Leroux, dans les Îles Loyauté) le 3 juin 2008. De leur côté, Philippe Gomès et Philippe Michel appellent au boycott du congrès du 21 juin et à ce que leurs partisans ne renouvellent pas leurs cotisations à l'Avenir ensemble, annonçant de fait leur dissidence. Le congrès a bien lieu à la date prévue, avec 1 000 personnes présentes et plus de 3 600 votants pour entériner les candidats de la tendance Martin-Leroux, tandis que dans le même temps Philippe Gomès et ses partisans avaient organisé à l'hôtel Kuendu Beach de Nouville à Nouméa, lieu de la création de l'Avenir ensemble en 2004, une fête parallèle qui a attiré environ 3 000 personnes.
Depuis le renouvellement du bureau et des commissions intérieures du Congrès fin juillet 2008, les deux tendances siègent désormais dans deux groupes distincts : les partisans du président de la Province Sud au sein d'un groupe de 12 membres présidé par Philippe Michel et baptisé dans un premier temps « Union pour un avenir ensemble », tandis que les 4 fidèles d'Harold Martin et Didier Leroux se sont alliés aux 2 élus du Mouvement calédonien français (MCF), petit parti anti-indépendantiste récemment créé par l'ancien chef du Front national local Guy George, au sein d'un intergroupe présidé par Didier Leroux.
Le 7 septembre 2008, la division est définitivement consommée puisque Philippe Gomès et ses partisans annoncent alors leur démission collective de l'Avenir ensemble, pour fonder le 11 octobre suivant un nouveau parti baptisé Calédonie ensemble.

## Dirigeant de Calédonie ensemble

### La marche vers les provinciales
Toujours maître de la Province Sud, il se place en revanche désormais plutôt dans l'opposition au Congrès : sortis de l'accord-cadre, les élus Calédonie ensemble n'ont pas, contrairement à 2007, voté pour Pierre Frogier lors du renouvellement du bureau en 2008 et, le 23 décembre suivant, sont les seuls (avec le LKS Nidoïsh Naisseline), à rejeter le budget 2009 préparé par le gouvernement Martin, ce qui en fait le premier à n'être adopté qu'à la majorité relative (les 22 voix favorables à l'accord-cadre de l'Avenir ensemble, du Rassemblement-UMP, MCF, FN et LMD, contre les 13 voix Calédonie ensemble-LKS et les 18 abstentions des deux groupes FLNKS et de l'unique élue du RPC).
De plus, dans un contexte de campagne électorale, Philippe Gomès bloque le projet de l'exécutif local de supprimer la taxe provinciale sur les communications (qui représente environ 50 % du tarif normal de la communication, et 83 % du tarif réduit, mais qui constitue une source de revenu important de 1,5 milliard de F CFP, soit 12,6 millions d'euros environ, pour les provinces, dont 1,372 milliard à la Province Sud) et celui de réforme tarifaire de l'électricité (tout en se déclarant « favorable à l'ensemble du dispositif », il s'oppose à ce qu'un tel texte soit signé avant le scrutin provincial). Mais surtout, il s'oppose publiquement et avec vigueur au transfert de compétence de l'enseignement secondaire public et de l'ensemble du privé sous les modalités financières établies au Comité des signataires de l'Accord de Nouméa de décembre 2008, estimant les compensations de l'État insuffisantes. Cette prise de position entraîne une passe d'armes médiatique avec le Haut-commissaire Yves Dassonville. En effet, ce dernier, soutenu par Harold Martin, sort de sa réserve pour défendre la position de l'État sur la question et juger l'attitude de Philippe Gomès de « coup politique électoraliste », tandis que le président de la Province Sud parle de « mensonge d'État ».
Lors des élections provinciales du 10 mai 2009, sa liste est battue par celle Rassemblement-UMP de Pierre Frogier mais avec un écart relativement restreint (moins de 3 000 voix) tout en réussissant à faire de Calédonie ensemble la principale force politique issue de la division de l'Avenir ensemble. Il obtient ainsi en Province Sud la seconde position avec 23,6 % des suffrages exprimés et 11 élus (dont 9 au Congrès) sur 40, contre 28,5 % et 15 sièges au Rassemblement-UMP et 16,3 % et 8 conseillers à la liste d'union Avenir ensemble-LMD de Harold Martin. Son parti obtient également un élu sur les 22 de l'Assemblée de la Province Nord (siégeant également au Congrès) en la personne de Gérard Poadja, dissident récent du mouvement de Pierre Frogier. Face à la division politique en Province Sud et au Congrès, il soutient les appels faits par Harold Martin (avant l'élection, sous le nom de « pacte de stabilité ») et Pierre Frogier (qui parle de « rassemblement républicain ») pour un rapprochement des différentes tendances anti-indépendantistes autour d'une « plateforme commune » pour éviter une instabilité institutionnelle. Calédonie ensemble vote ainsi pour Pierre Frogier à la présidence de la Province Sud et obtient en échange les seconde et troisième vice-présidences (respectivement Philippe Michel et Sonia Lagarde). La semaine suivante, le parti de Philippe Gomès s'associe également à l'ensemble des formations anti-indépendantistes pour porter Harold Martin à la présidence du Congrès tout en obtenant la première vice-présidence (en la personne de Léonard Sam).

### Président du Gouvernement local
Dernière étape de ce rapprochement, Philippe Gomès mène la liste commune présentée par le camp loyaliste pour l'élection du gouvernement par le Congrès le 5 juin : celle-ci obtient alors 7 sièges sur 11 au sein de l'exécutif néo-calédonien, dont trois issus de Calédonie ensemble. Le même jour, Philippe Gomès en est élu président à l'unanimité de ses membres. Le 15 juin suivant, il reçoit en plus la responsabilité des secteurs des mines, de l'énergie, du transport aérien international et ainsi que du suivi des questions relatives aux transferts de compétences et à la recherche.

#### Discours de politique générale
Le 31 août 2009, il prononce devant le Congrès son discours de politique générale dans lequel il met l'accent sur le volet social et un fort interventionnisme de la puissance publique dans l'économie, rejetant le « tout libéral », derrière des expressions très symboliques se voulant les héritières de l'esprit de l'Avenir ensemble de 2004 et des principes de l'Accord de Nouméa comme en témoignent les cinq axes présentés par le président dans son discours : « terre de parole », « terre de partage », « terre de développement », « terre de respect » et « terre de vivre ensemble ». Pour lutter contre l'échec scolaire, il propose l'organisation d'un audit sur le système éducatif néo-calédonien à la veille du transfert de la compétence des enseignements secondaires, privés et agricoles et de la santé scolaire (voté à l'unanimité au Congrès le 1er décembre 2009), l'objectif d'atteindre d'ici à 2020 65 % d’une classe d’âge obtenant le baccalauréat ou le lancement de 1 000 contrats de réussite éducative pour les élèves de troisième en situation fragile. Il appelle également à une forte augmentation des aides sociales, avec l’élargissement des allocations de solidarité à partir des réserves financières de la CAFAT, l'augmentation du Salaire minimum garanti (SMG, le SMIC local) à 150 000 F CFP (1 257 euros) à l’horizon 2012 (associée à la convocation des partenaires sociaux pour aboutir à une réévaluation des bas salaires jusqu'à une fois et demie le SMG, qui aboutit à la signature d'un accord-cadre le 19 février 2010), l'injection de 5 milliards de francs pacifique pour la réforme de la prise en charge du handicap, l'instauration d'un minimum vieillesse à 90 000 F (754,2 euros) par mois (soit un coût total de 2 à 3 milliards et que le Gouvernement compte financer par l'instauration d'une contribution sociale généralisée CSG locale), le projet de créer une mutuelle complémentaire obligatoire pour tous les salariés (une mission devant durer 18 mois pour réfléchir sur la question est confiée à Marie-Noëlle Thémereau en avril 2010) ou encore le coût du budget consacré par les ménages à leur hébergement par l'extension de l'aide au logement (aux étudiants, aux personnes âgées, et aux familles louant des appartements dans le parc privé) créée en avril 2007 (révision adoptée sous la forme d'une loi du pays le 2 juin 2010 et promulguée le 21 du même mois) ou encore par le soutien à l'accès à la propriété des classes moyennes avec la mise en place d'un prêt à taux zéro (par une loi du pays préparée par le Gouvernement entre le 20 juillet et le 19 octobre 2010, votée par le Congrès le 30 novembre suivant et promulguée le 21 décembre, pour une entrée en vigueur le 1er février 2011). Il prévoit également l'adoption de lois de pays sur l'intéressement dans les entreprises privées de plus de cinquante employés et la participation des salariés aux résultats des entreprises, avec en contrepartie pour ces dernières des mesures visant à augmenter la productivité dont la lutte contre l'absentéisme ou la fiscalisation de certaines cotisations sociales non liées au travail, et la réforme du service public territorial confiée à Simon Loueckhote pour lutter contre les « gaspillages » et permettre plus d'efficacité budgétaire (il propose notamment la révision de la clé de répartition, déséquilibre voulu en 1989 dans les budgets des trois Provinces, celui du Sud étant sous-évalué par rapport à son poids démographique et ceux du Nord et des Îles Loyauté au contraire artificiellement gonflé afin de favoriser le rééquilibrage).
Voulant « encadrer » l'économie et le marché local, il appelle à une « loi antitrust » dans la grande distribution pour favoriser la concurrence et faire baisser les prix, au renforcement du contrôle des marges pour certains produits de première nécessité (et donc des services des prix et de la concurrence, aboutissant surtout à la « mesure d'urgence » ou de « correction » signée le 29 juillet et adoptée par arrêté le 3 août 2010 des produits « Oké », remplaçant pour un an renouvelable à partir du 16 août suivant les « écoproduits » lancés par le précédent gouvernement et avec lesquels ils diffèrent surtout par le fait qu'ils touchent une gamme plus large de biens, 115 au total, qu'ils ne fixent pas de prix unique mais un prix moyen établi « de manière générale en dessous du prix moyen, calculé entre le prix maxi et le prix mini » et qu'ils prennent en compte les coûts de transports aux îles Loyauté, des Pins et Belep), à la nomination d'une mission chargée de négocier avec les principales banques présentes en Nouvelle-Calédonie une baisse des frais facturées par celles-ci et sur les taux de crédit (mission confiée le 3 octobre suivant au président du conseil économique et social territorial et ancien président du tribunal administratif de Nouméa Robert Lamarque) ou encore à la soumission de l'obtention de la défiscalisation locale à la condition pour les entreprises de déposer leurs comptes auprès du tribunal de commerce (comme ce qui est déjà pratiqué pour la défiscalisation accordée par l'État) afin de rendre le système plus transparent. Après les mois de juillet et d'août marqués par d'importants dérapages du mouvement social et politique initié par l'USTKE, il annonce vouloir tendre la main à cette dernière pour l'inciter à revenir à la table du dialogue et avertit : « Qui prendra la responsabilité de souffler sur les braises d’une contestation sociale latente et d’une jeunesse en quête d’espoir et de rêve ? », tout en désirant établir un préavis de grève de cinq jours dans les entreprises privées pour limiter les blocages à répétition et un service minimum dans les écoles et dans les transports. Conscient toutefois d'être à la tête d'une coalition non-indépendantiste très divisée sur le plan du processus de sortie de l'Accord de Nouméa, il reste évasif sur la question institutionnelle, se contentant de parler de « décolonisation » avec l'accompagnement de l'État, de la participation calédonienne à des instances internationales (notamment son adhésion au Groupe mélanésien Fer de lance, dont jusqu'à présent seul le FLNKS est membre, ou pleine et entière au Forum des îles du Pacifique dont la Nouvelle-Calédonie est juste un observateur) et emploie le mot « pays », mais jamais celui d'indépendance ni de nation. Ce projet gouvernemental est alors applaudi par une grande partie du spectre politique local, allant de la majorité du « pacte républicain » (même si Pierre Frogier déplore qu'il n'ait pas été assez affirmatif sur l'attachement d'une majorité de Néo-calédoniens au maintien dans la France) aux indépendantistes (Paul Néaoutyine parle de « déclarations positives et des propositions concrètes » même s'il s'oppose à la révision de la clé de répartition, tandis que Rock Wamytan pour l'UC ou Louis Kotra Uregei pour le Parti travailliste estiment qu'elles viennent trop tard).

#### Un rôle actif en matière de relations internationales
Depuis son entrée en fonction, il s'attache à renforcer la représentation de la Nouvelle-Calédonie sur la scène internationale, en association avec la France (celle-ci conservant les compétences régaliennes de la diplomatie et de la sécurité). Ainsi, lors du 3e sommet « France-Océanie » organisé à Nouméa le 31 juillet 2009 sous la présidence du ministre des Affaires étrangères Bernard Kouchner, il demande officiellement à ce que les responsables néo-calédoniens soient « associés à la délégation française dans le cadre des négociations sur le climat qui vont s’engager à Copenhague » du 7 au 18 décembre 2009. Il se rend donc dans la capitale danoise aux côtés du député Gaël Yanno, où il rencontre (dans un contexte où deux centrales thermiques à charbon doivent être mises en marche en Nouvelle-Calédonie afin d'alimenter la nouvelle usine de traitement du nickel du Nord et remplacer la centrale au fioul de la SLN à Nouméa - l'usine du Sud étant alimentée par la centrale à charbon de Prony) le Premier ministre du Groenland Kuupik Kleist et la ministre islandaise de l'Environnement Svandís Svavarsdóttir, deux pays dépendant également fortement de l'exploitation de ressources naturelles non renouvelables (minières et pétrolières) mais parties prenantes du protocole de Kyōto.
Le 7 octobre suivant, il est le premier président du Gouvernement local depuis Jean Lèques en 2000 à venir porter la voix officielle des institutions territoriales devant la Quatrième commission de l'Assemblée générale des Nations unies chargée des questions politiques spéciales et de la décolonisation (entretemps, seule la vision du FLNKS avait été défendue par Rock Wamytan), à New York. Il y présente les Accords de Matignon et de Nouméa comme les garants de « dix années de paix et de développement dans le cadre d’un partage des responsabilités entre indépendantistes et non- indépendantistes », « un accord de décolonisation original puisqu’il se déploie au sein de la France », qui « appelle à transcender le fait colonial » et « oblige à écrire une page originale de l’histoire du monde ». Il obtient également que le séminaire annuel décentralisé du Comité spécial de la décolonisation, l'autre instance chargée de contrôler la liste des territoires non autonomes selon l'ONU, soit organisé à Nouméa du 18 au 20 mai 2010 pour que ce dernier vienne se rendre compte sur place de l'évolution de la Nouvelle-Calédonie,. Il intervient à nouveau devant la Quatrième commission au début du mois d'octobre 2010 à New York, afin notamment d'expliquer le processus de transferts de compétences.
Il s'attache également à mieux insérer la Nouvelle-Calédonie dans la coopération régionale du Pacifique. Du 9 au 11 mars 2010, il emmène, conjointement avec le Haut-commissaire Yves Dassonville, une délégation de huit personnes, dont les présidents des trois provinces (Pierre Frogier, Paul Néaoutyine et Néko Hnepeune) et celui du Congrès (Harold Martin), en Australie, une première historique de par son ampleur. Ils rencontrent, entre autres, le Premier ministre australien de l'époque Kevin Rudd. Philippe Gomès signe essentiellement avec Yves Dassonville, les trois dirigeants provinciaux et le ministre australien de l'Environnement et des Arts Peter Garrett une déclaration en faveur de la gestion durable de la mer de Corail. Il formule également à cette occasion la demande de voir la Nouvelle-Calédonie au rang de membre du Forum des îles du Pacifique, dont la présidence tournante revenait alors à l'Australie. Lors du 41e sommet de cette institution régionale, tenu à Port-Vila au Vanuatu du 3 au 6 août 2010, il défend à nouveau cette requête et obtient une réponse sous forme de déclaration d'intention dans le communiqué final du Forum, qui déclare que ses dirigeants « ont noté, tout en se félicitant, l’intérêt exprimé par le Président du gouvernement de la Nouvelle-Calédonie pour son accession, à terme, au statut de membre à part entière du Forum » et « demandent au secrétariat général du Forum d’approfondir, avec la Nouvelle-Calédonie, l’étude des moyens d’étendre et d’enrichir son implication et son rôle au sein du Forum, notamment par la relance d’un dialogue avec le Comité Ministériel du Forum sur la Nouvelle-Calédonie ». Au début du mois d'octobre 2010, il finalise avec le ministère des Affaires étrangères à Paris le processus de recrutement (au début 2011 à travers des épreuves écrites et un grand oral), de formation (d'un an, de septembre 2011 à septembre 2012, à l'IEP de Paris en partenariat avec le Quai d'Orsay), puis de positionnement (à partir de janvier 2013) des « représentants consulaires » chargés de porter la voix propre de la Nouvelle-Calédonie dans les cinq ambassades françaises en Océanie (en Australie, en Nouvelle-Zélande, au Vanuatu, en Papouasie-Nouvelle-Calédonie et aux Fidji), comme prévu par l'Accord de Nouméa.

#### Dissension au sein du Gouvernement collégial et de l'Entente républicaine
Mais rapidement, des divisions se font jour au sein du Gouvernement collégial, notamment entre Philippe Gomès et Calédonie ensemble d'une part, et le Rassemblement-UMP ainsi que l'Union calédonienne d'autre part. La première fracture apparaît au sujet du maintien ou non à son poste du directeur-général de l'OPT Jean-Yves Ollivaud, condamné en appel le 21 janvier 2010 à 5 millions de Francs CFP et à l'interdiction d'exercer ses fonctions pour faux, usage de faux et détournement de fonds publics, ayant profité avec sa famille de 47 voyages personnels payés par l'établissement public qu'il dirige. Philippe Gomès, faisant valoir cette condamnation et un rapport désavantageux de la Cour des comptes en 2008, veut le démettre avant le jugement du recours en cassation effectué par l'intéressé (le président du gouvernement estimant que la décision de l'instance juridictionnelle supérieure ne porterait que sur des points de droit, et non sur les faits délictueux qui sont définitivement ceux établis par le tribunal correctionnel et confirmés par la cour d’appel et qu'il qualifie de « vraies manœuvres frauduleuses »). Il prépare ainsi un projet d'arrêté allant dans ce sens, présenté au gouvernement le 8 février 2010. Mais il doit faire face à l'opposition unie des membres du Rassemblement-UMP, de l'UC et de l'Avenir ensemble-LMD. En dehors des deux autres membres de Calédonie ensemble, seule Déwé Gorodey de l'UNI-Palika le soutient. Finalement, le projet d'arrêté est rejeté par cinq voix (une sur trois du Rassemblement-UMP en l'absence de Bernard Deladrière et Jean-Claude Briault, les trois UC et le sénateur Simon Loueckhote) contre quatre (les trois Calédonie ensemble et Déwé Gorodey). Jean-Yves Ollivaud reste toutefois suspendu de la direction de l'OPT jusqu'au jugement de la Cour de cassation, mais continue également à percevoir son salaire jusque-là. Le Rassemblement justifie son vote par un pur légalisme et le respect de la procédure, tandis que le vice-président UC du gouvernement met en cause « le principe, la méthode du président Gomès » qu'il accuse de ne pas avoir respecté la collégialité en ayant préparé et proposé le projet d'arrêté avant le retour d'une mission à l'extérieur de Bernard Deladrière, membre concerné par cette décision puisque chargé des communications. Il lui reproche également, dans le même esprit, d'avoir pris un engagement au nom du gouvernement à Paris pour le Comité des signataires à venir « alors qu’il n’a jamais été habilité, à aucun moment » à le faire. C'est la première fois depuis son élection à la présidence du gouvernement qu'il est mis en minorité.
Il entretient de même des relations de plus en plus difficiles avec Sonia Backès, membre Rassemblement-UMP du gouvernement chargée de l'Enseignement. Alors qu'il lance le 16 avril 2010 le « grand débat sur l’avenir de l’école calédonienne » à l'occasion du premier séminaire de la commission chargée de ce programme à Poindimié, Sonia Backes décide de boycotter cette réunion. Elle justifie son geste en accusant à nouveau le chef de l'exécutif local d'être trop autoritaire et de ne pas assez déléguer : « Philippe Gomès a décidé de mener seul ce débat. A aucun moment je n’y ai été associée. La consigne a même été donnée de ne me transmettre aucune information. Tout a été fait dans des bureaux fermés. De même, les associations de parents d’élèves ne comprennent pas de ne pas y être associées. Il n’est pas question pour moi d’apporter ma caution à ce manque de transparence et d’ouverture. Commencer par exclure, je ne suis pas sûre que ce soit la bonne solution. » Philippe Gomès se défend pour sa part en mettant en avant que ce « grand débat » fait partie du processus de transfert de la compétence du secondaire, du privé et de l'enseignement agricole, question placée dans les secteurs dont il a la charge : « Le grand débat, c’est de la responsabilité du président du gouvernement. Le transfert de compétence est dans mon portefeuille. La responsabilité de Mme Backes s’arrête au champ de compétence de la Nouvelle-Calédonie, c’est-à-dire à l’enseignement primaire public : les programmes, les contrôles pédagogiques et la formation des maîtres. Rien de plus, rien de moins. » Il ne cache pas alors ses critiques pour la membre de son gouvernement à l'Enseignement, la qualifiant d'« épiphénomène politicien ».
À ces problèmes au sein du gouvernement collégial s'ajoutent l'apparition de divergences de fonds au sein de l'Entente républicaine, tout particulièrement avec le Rassemblement-UMP et l'Avenir ensemble. Le désaccord se fait particulièrement jour à partir d'une proposition du député Pierre Frogier. Celui-ci, au sujet du débat sur les signes identitaires, annonce en effet au début du mois de février 2010 envisager d'associer le drapeau tricolore au drapeau Kanaky, avec pour condition que les indépendantistes « doivent lever toute ambiguïté et nous l’apporter comme un signe identitaire, un symbole culturel, débarrassé des violences dont il est entaché » afin de « représenter cette part de la Nouvelle-Calédonie mélanésienne et océanienne indissociable de son identité européenne et française » et « ainsi, en additionnant nos deux légitimités, nous aurons fait un nouveau pas les uns vers les autres ». Philippe Gomès et Calédonie ensemble rejettent fortement cette idée, la jugeant « ambiguë, contraire à l’accord de Nouméa et dangereuse pour le destin commun ». Et son parti présente sa propre proposition de drapeau le 10 juin 2010, élaboré pour « symboliser l’identité kanak et le futur partagé [selon le texte officiel de l'accord de Nouméa], marier les différentes légitimités » et unissant les couleurs des deux drapeaux ainsi que des figures en ombres chinoises se voulant la représentation des deux principales communautés (la flèche faîtière pour les Kanaks et une goélette pour les Caldoches). Quoi qu'il en soit, la proposition de Pierre Frogier reçoit le soutien du président de la République Nicolas Sarkozy et du gouvernement lors du VIIIe Comité des signataires réuni à Paris le 24 juin suivant. À la suite de cela, dès le 13 juillet, les élus du Congrès ont émis « le vœu de voir flotter ensemble le drapeau tricolore et celui des indépendantistes sur les édifices publics de Nouvelle-Calédonie ». N'ayant pas force de loi, ce texte permet toutefois de donner une reconnaissance officielle à l'utilisation conjointe des deux drapeaux. Le 17 juillet, le Premier ministre François Fillon, en déplacement officiel sur l'île, hisse pour la première fois le drapeau Kanaky et le drapeau français ensemble sur le siège du Haut-commissariat de la République en présence des autorités locales dont Philippe Gomès. Le 27 juillet 2010, l'exécutif local vote pour hisser sur son siège (ce qui se fait pour la première fois le jour même) les deux drapeaux par 7 voix sur 10 (soit tous les présents, Simon Loueckhote étant absent, sauf Philippe Gomès et les deux autres membres de Calédonie ensemble).
Et c'est la question des deux drapeaux qui finit par causer la chute du gouvernement de Philippe Gomès. Le 12 février 2011, le comité directeur de l'UC réuni à Thio décide de faire démissionner les membres issus du parti de l'exécutif, et de proposer aux autres membres de la liste FLNKS de faire de même, dans le but de faire tomber Gomès. Le parti indépendantiste reproche alors à ce dernier et à son parti Calédonie ensemble d'être responsables du fait que quatre communes n'ont pas encore levé les deux emblèmes côte-à-côte (sur ces quatre municipalités, trois sont contrôlées par des majorités Calédonie ensemble ou affiliées : Bourail, La Foa et Moindou, à quoi s'ajoute Maré, dirigée par un maire indépendantiste du LKS, qui n'a jamais dressé aucun des deux drapeaux). Le président de l'UC, Charles Pidjot, rappelle alors un ultimatum lancé par son mouvement à ces mairies un mois auparavant : « J’ai dit à ces communes, le 12 janvier, que je leur laissais un mois » pour hisser les drapeaux tricolore et kanaky. Après deux jours de débats avec les autres composantes du Front, et malgré une certaine opposition du Palika qui dit ne pas cautionner l'initiative, l'UC finit le 17 février par annoncer avoir réuni les quatorze signatures de démission des membres de la liste FLNKS présentée en 2009 à l'occasion de l'élection du gouvernement, entraînant de fait la chute de celui-ci,. En attendant l'élection d'un nouvel exécutif (qui a lieu le 3 mars suivant) par le Congrès, celui de Philippe Gomès continue à expédier les affaires courantes.
Le président de ce gouvernement démissionnaire réagit vivement à cette offensive de l'UC. Dès le 13 février 2011, invité par le journal télévisé du soir de Nouvelle-Calédonie 1re, Philippe Gomès affirme que l'affaire des drapeaux dans les communes « est visiblement un prétexte. On veut "placardiser" Calédonie ensemble. [...] Calédonie ensemble ne le laissera pas faire, je ne le laisserai pas faire. [...] Nous voulons que la parole soit redonnée au peuple. Retourner aux élections ! ». Dans un entretien accordé au quotidien Les Nouvelles calédoniennes et paru le 15 février, il parle de « tentative de putsch » et précise la stratégie envisagée par son parti pour provoquer un nouveau scrutin : « Si ce gouvernement est renversé par la démission en bloc d’une de ses composantes, il tombe. Si l’UC met sa menace à exécution et démissionne, le gouvernement sera démissionné d’office. Lors de la constitution du gouvernement suivant, à la seconde même où ils seront nommés, les membres Calédonie ensemble en démissionneront. Le prochain gouvernement n’aura même pas une minute d’existence. Le gouvernement sera ainsi systématiquement démissionnaire d’office. Dans ce cas, l’État n’aura pas d’autre choix que de dissoudre le Congrès et provoquer de nouvelles élections. ».

### Le bras de fer institutionnel
Philippe Gomès mène la liste du groupe Calédonie ensemble pour l'élection du 9e gouvernement issu de l'accord de Nouméa le 3 mars 2011. Il est soutenu dans sa démarche par le RPC, présent lors du Congrès de Calédonie ensemble tenu à la salle Venezia du Nouvata Park Hotel à Nouméa le 26 février 2011. Cette liste obtient 12 voix sur les 54 du Congrès (les 10 de Calédonie ensemble, celle de l'unique élu du RPC Jean-Luc Régent et celle de la non inscrite Nathalie Brizard, présente sur la liste et ancienne membre de ce dernier parti), et 2 membres sur les 11 du nouvel exécutif. Comme il avait été promis par Philippe Gomès, la totalité des candidats de la formation démissionnent, à l'exception néanmoins de Gomès lui-même qui souhaite porter la voix de son mouvement au sein du gouvernement présidé par Harold Martin qui est à nouveau condamné à gérer les affaires courantes en attendant l'élection de son successeur dans un délai de deux semaines.
S'appuyant sur un avis du président du tribunal administratif de la Nouvelle-Calédonie en date du 24 février 2011, Philippe Gomès et Calédonie ensemble estiment qu'un gouvernement ainsi incomplet ne peut valablement procéder à l'élection de son président et de son vice-président. Pourtant, cette dernière a bien lieu le jour même, portant à la tête de l'institution Harold Martin et à la vice-présidence Gilbert Tyuienon. Calédonie ensemble a annoncé, à la suite de cela, le 4 mars 2011 qu'un recours contentieux serait déposé le lendemain auprès du Conseil d’État contre l’élection du président et du vice-président du gouvernement, ce qui, le cas échéant, aurait redonné au gouvernement précédent, présidé par Philippe Gomès, et non pas aux gouvernements successifs présidés par Harold Martin, la responsabilité d’expédier les affaires courantes. Cependant, le Conseil d’État valide cette élection le 8 avril 2011 en rejetant la requête de Calédonie ensemble, estimant que les démissions de ce parti « n’ont été organisées que dans le seul but de paralyser la constitution complète du gouvernement et d’empêcher le fonctionnement normal des institutions, visaient à vicier la régularité de l’élection du président et du vice-président » et revêtaient « le caractère d'une manœuvre électorale ».
Calédonie ensemble a également annoncé qu'il contesterait devant le tribunal administratif toute délibération de répartition des secteurs de compétences au sein du nouvel exécutif, au motif qu'une telle délibération n'entrerait pas dans la catégorie des « affaires courantes ». Cette distribution a pourtant lieu le 11 mars 2011, chacun des secteurs étant en plus regroupé en neuf « pôles de compétences » au sein desquels les membres, à la fois indépendantistes et anti-indépendantistes, prennent les décisions en commun même s'ils conservent l'animation et le contrôle de sujets particuliers. Dans le cadre de cette répartition, Philippe Gomès obtient l'animation et le contrôle des transferts de la sécurité civile, du droit civil et commercial et des règles de l'état civil, et ne fait donc partie que du pôle dédié aux transferts de compétences (comme d'ailleurs Philippe Dunoyer qui, bien que démissionnaire, et comme il en a le droit, continue à siéger au sein de cet exécutif éphémère). Par conséquent, Calédonie ensemble et Philippe Gomès mettent leur menace à exécution en engageant un recours en référé auprès du tribunal administratif de Nouméa, mais celui-ci, dans son ordonnance, déboute dès le 15 mars cette demande sur la forme, estimant une absence d'urgence à traiter la question et pour se donner le temps de statuer sur le fond.
Lors des élections des troisième et quatrième exécutifs à se succéder en un mois les 17 mars et 1er avril 2011, la liste Calédonie ensemble obtient un siège de plus pour Hélène Iekawé, grâce à l'apport des voix d'une dissidente de l'Avenir ensemble (Corine David, lors des deux votes) mais aussi des deux conseillers du LMD (Simon Loueckhote et Pascale Doniguian-Panchou) uniquement la première fois. Par conséquent, il obtient une élue de plus, Hélène Iekawé, pour en tout emporter 3 sur les 11 sièges à pourvoir du gouvernement. Quoi qu'il en soit, Philippe Gomès démissionne le 17 mars avec tous ses suivants de liste (seuls Philippe Dunoyer et Hélène Iekawé conservant leurs postes cette fois), entraînant une nouvelle fois la chute de l'exécutif, tandis que c'est Hélène Iekawé qui s'en charge après le scrutin du 1er avril. À l'attribution qui lui avait été donnée le 11 mars précédent, s'ajoute le 22 du même mois puis le 6 avril, lors de nouvelles répartitions toujours contestées par Calédonie ensemble, le contrôle et l'animation de la procédure civile. À ce bras de fer juridique et institutionnel sur les élections de l'exécutif s'en ajoute un nouveau, au sujet de la désignation du remplaçant de Harold Martin au perchoir du Congrès. Alors que le bureau décide de procéder à celle-ci l'après-midi du 1er avril 2011, et que l'Avenir ensemble et le Rassemblement-UMP annoncent qu'ils soutiendront le candidat présenté par le groupe FLNKS, les dirigeants de Calédonie ensemble décident de faire reporter cette séance (au motif que le bureau sortant avait été élu en 2010 pour un mandat d'un an se concluant en juin, et que la composition de l'assemblée lorsque la décision de la convocation de la séance a été prise ne serait pas la même qu'au moment de sa tenue en raison de l'entrée au gouvernement de certains élus le matin). Un des membres du parti, Léonard Sam, en tant que 1er vice-président, assure l'intérim de la présidence et décide donc d'acter ce report. Cependant, à la suite de l'élection des membres du gouvernement au matin du 1er avril 2011 (et alors que Léonard Sam a annoncé à trois reprises suspendre la séance avant de quitter la salle des débats comme l'ensemble des membres de son groupe mais aussi de ceux de l'UNI, du LKS, du RPC et des deux non inscrites Nathalie Brizard et Corine David), les 34 représentants du Rassemblement-UMP, du FLNKS, de l'Avenir ensemble-LMD et du Parti travailliste votent à mains levées pour maintenir l'élection du nouveau président du Congrès l'après-midi du même jour. Celle-ci a donc lieu avec 35 élus présents ou représentés (Jean-Luc Régent du RPC étant revenu), et Rock Wamytan, candidat du groupe FLNKS, est élu avec 32 voix (Régent et les deux membres du LMD ayant voté blanc). Donc, désormais, Philippe Gomès et son parti contestent également la légalité du vote du matin pour maintenir la séance de désignation du président de l'assemblée et donc de ce fait cette accession de l'indépendantiste au perchoir.
Il apporte entretemps son soutien au Collectif pour un drapeau commun (créé en 2010 pour militer contre la proposition des deux drapeaux et pour l'adoption d'un signe identitaire commun, ayant organisé un concours sur internet). Il appelle ses sympathisants à participer à la marche organisée par cette association le 2 avril 2011 (elle est toutefois interdite la veille par le Haut-commissaire Albert Dupuy, de même que la contre-manifestation « pour le drapeau Kanaky » que le Parti travailliste et l'UC souhaitaient organiser le même jour et suivant un parcours pratiquement similaire, en raison de craintes de troubles à l'ordre public). Le collectif préparant une nouvelle marche pour le 9 avril, ajoutant à leur revendication pour un « drapeau commun » celle de la « défense de la liberté d'expression », Philippe Gomès leur donne à nouveau le concours de Calédonie ensemble. Ses opposants lui reprochent d'avoir récupéré ce Collectif à son compte, ou encore d'être associé dans ce projet de manifestation avec le FN local, entre autres.

### Un des chefs de l'opposition locale
La décision du Conseil d'État du 8 avril 2011, puis la préparation d'une réforme de l'article 121 de la loi organique afin de fixer surtout un délai de dix-huit mois à compter de la dernière démission d’office pendant lequel la démission d’un nombre minoritaire de membres du gouvernement n’entraîne plus celle du gouvernement (ce projet obtient un avis favorable du Congrès le 6 mai 2011 et est adopté par le conseil des ministres le 25 mai suivant pour être présenté rapidement au Parlement), forcent Philippe Gomès et Calédonie ensemble à abandonner leur stratégie de démissions à répétitions et leur perspective d'obtenir des élections provinciales anticipées. Ils réorientent alors leurs objectifs vers les élections sénatoriales du 25 septembre 2011 (lors desquelles les grands électeurs de Nouvelle-Calédonie doivent élire non plus un mais deux représentants au sein de la haute assemblée) dans une optique de fragilisation du Rassemblement-UMP en le mettant au moins en ballotage et législatives prévues en juin 2012 avec pour but de les remporter.
Philippe Gomès présente cette nouvelle orientation lors du conseil politique de Calédonie ensemble réuni à La Foa le 23 avril 2011, appelant à rendre l'organisation du parti « plus professionnelle » dans le but d'en faire la principale force d'opposition à ce qui est présenté comme une « coalition RUMP-Avenir ensemble FLNKS-Parti travailliste » au Congrès et au gouvernement, centrée sur la continuation de l'action en faveur d'un drapeau commun (« seule option conforme à l’accord de Nouméa » selon lui) et la défense de la concrétisation des réformes sociales entamées durant son passage à la tête du gouvernement (comme le minimum vieillesse, l’intéressement des salariés ou les allocations pour frais de garde). Pour sa part, s'il indique qu'il mènerait une nouvelle fois la liste Calédonie ensemble pour l'élection du prochain gouvernement (finalement fixée au 10 juin 2011), il précise sa volonté de quitter rapidement de cet exécutif « pour avoir une plus grande liberté d’action et de parole ». Lorsque le mouvement dépose cette liste le 4 juin, il affirme que, si les membres élus du gouvernement ne démissionneraient vraisemblablement pas dans la foulée de l'installation de l'exécutif, ils pourraient le faire (comme ils en ont encore le droit, la réforme de la loi organique ne devant être mise aux voix du Parlement qu'en juillet 2011) après la répartition des secteurs de contrôle et d'animation si ceux donnés à Calédonie ensemble s'avéraient « ridicules » ou « croupions » (en référence au fait que, dans les exécutifs précédents, les partisans de Philippe Gomès n'avait obtenu que des « portefeuilles » restreints ou atypiques, symbolisé par la concession uniquement de la météorologie à Hélène Iekawé).
Le jour de cette quatrième élection de gouvernement en trois mois le 10 juin 2011, la liste de Philippe Gomès réunit à nouveau ses 13 voix (avec les soutiens désormais traditionnels de l'Union pour un destin calédonien, nouveau parti créé en avril par Nathalie Brizard et Corine David, et du RPC de Jean-Luc Régent) et 3 membres sur 11 (outre Gomès, Philippe Dunoyer et Hélène Iekawé sont ainsi également reconduits). Aucune démission n'est présentée dans la foulée de l'installation de l'exécutif, qui réélit à la présidence Harold Martin et à la vice-présidence Gilbert Tyuienon, mais les membres de Calédonie ensemble ne sont pas présents lors de la présentation du gouvernement au Congrès, tandis que les élus du parti ont quitté l'hémicycle. Le 16 juin suivant, les trois membres de Calédonie ensemble votent contre la proposition de répartition des secteurs d'animation et de contrôle (qui est toutefois adoptée), dans laquelle Gomès réunit l'ensemble des transferts de compétences à l'exception de celui de l'enseignement (soit ceux qui lui avaient déjà été attribués auparavant plus ceux qui étaient revenus auparavant à Philippe Dunoyer, à savoir la circulation aérienne et maritime et ceux prévus par l'article 27 de la loi organique) à quoi s'ajoutent les questions liées à la circulation et à la sécurité routière. Philippe Gomès et ses collègues de Calédonie ensemble indiquent pour autant ne plus vouloir recourir à une nouvelle démission collective, prenant la décision, lors du conseil politique du parti tenu sur le campus de l'Université de la Nouvelle-Calédonie à Nouville, d'entrer clairement dans une logique d'« opposition constructive » et appelant à l'organisation d'un « Grenelle de la vie chère ».

### Député de la2ecirconscription
Le Conseil politique de Calédonie ensemble, réuni à l'Hôtel Royal Tera de Nouméa le 24 mars 2012, choisit Philippe Gomès pour être le candidat du parti aux élections législatives de juin 2012 dans la 2e circonscription (les îles Belep et l'ensemble de la Grande Terre hors Nouméa), face au candidat du Rassemblement-UMP Éric Gay. Il a pour suppléant Gérard Poadja. Au premier tour, il arrive en deuxième position, et en première au sein des candidats non-indépendantistes, avec 14 470 voix et 32,96 % des suffrages exprimés. Il est devancé de peu par les 15 890 votes (36,2 %) du seul indépendantiste en lice Jean-Pierre Djaïwé, et surtout distance son adversaire du Rassemblement-UMP Éric Gay (8 814 bulletins, 20,08 %). Il arrive en tête dans toutes les communes majoritairement non-indépendantistes de la circonscription, et même au Mont-Dore, municipalité dirigée par Éric Gay.
Pour le second tour, il bénéficie des consignes de vote en sa faveur de l'ensemble des formations anti-indépendantistes, à l'exception du RPC (même si l'unique élu au Congrès de ce parti, Jean-Luc Régent, appelle à voter à titre personnel pour lui). Il l'emporte avec 28 398 voix et 52,54 % des suffrages exprimés.

#### Député UDI
Il rejoint le 26 juin 2012, comme Sonia Lagarde, le groupe parlementaire de l'Union des démocrates et indépendants (UDI) créé la semaine précédente par des personnalités du centre-droit autour de Jean-Louis Borloo. Il intègre deux jours plus tard la Commission des affaires étrangères. Le 18 septembre 2012, avec Sonia Lagarde toujours, il signe le pacte fondateur de l'Union des démocrates et indépendants (UDI), le parti alors créé sur la base du groupe parlementaire éponyme par Jean-Louis Borloo pour rassembler le centre et le centre droit. Il fait une déclaration au congrès fondateur de ce nouveau mouvement politique à la Maison de la Mutualité à Paris le 21 octobre 2012 et affirmant vouloir organiser avec Sonia Lagarde une fédération locale tout en rappelant que « Calédonie ensemble reste libre et s'organise selon sa propre logique politique », avec des militants qui « peuvent avoir l'appartenance politique nationale qu'ils veulent ». Pascal Vittori, ancien militant de longue date de l'UDF puis du Nouveau Centre qui a rejoint également l'UDI (et est aussi présent lors de son congrès fondateur) tout en étant un opposant local à Philippe Gomès, conteste à ce dernier le monopole de cette étiquette en Nouvelle-Calédonie.
Il s'investit tout particulièrement dans les discussions sur le projet de loi relatif à la régulation économique outre-mer, initiée par le ministre des Outre-mer Victorin Lurel, dite également « loi contre la vie chère »,,. Il présente notamment, conjointement avec Sonia Lagarde, plusieurs amendements dont trois sont adoptés en commission des Affaires économiques du 3 octobre 2012 et donc inclus au corps général du texte soumis au vote de l'Assemblée nationale le 10 octobre suivant : un sur la régulation des frais bancaires en Nouvelle-Calédonie, fixée par décrets du Gouvernement central afin de les aligner sur ceux de la Métropole (disposition ensuite étendue aux départements d'outre-mer et à la Polynésie française par des amendements déposés lors de la discussion générale sur le texte, malgré l'opposition de la Fédération bancaire française),, un afin de permettre l'indemnisation des personnes de statut civil coutumier dans un procès pénal et un afin d'appliquer à la Nouvelle-Calédonie la loi no 89-462 du 6 juillet 1989 tendant à améliorer les rapports locatifs (disposition notamment prévue dans le cadre de la préparation des transferts de compétences en matière de droit civil et commercial). Le 9 octobre 2012, il est l'un des deux orateurs envoyé par le groupe UDI à la tribune au cours de la discussion générale, l'autre étant Sonia Lagarde. Un autre amendement qu'il défend cette fois en séance publique, identique à celui de la députée divers gauche de Guadeloupe Gabrielle Louis-Carabin, instaurant dans les DOM ainsi que dans les COM de l'Atlantique un avis préalable de l'Autorité de la concurrence avant toute décision de la Commission départementale d'aménagement commercial (CDAC) pour toute opération pouvant porter au-delà de 50 % la part de marché détenue par une entreprise dans la zone de chalandise, est adopté le lendemain,. En continuité de cette loi, et à la suite d'un Comité des signataires appelant à la mise en place d'un dispositif local, le Congrès de la Nouvelle-Calédonie vote le 3 mai 2013 la proposition de loi du pays déposée par Calédonie ensemble relative à la concurrence en Nouvelle-Calédonie - dite loi anti-trust - grâce aux voix des groupes UNI et FLNKS (28 voix pour, 17 contre et 4 abstentions) et après avoir rejeté un texte concurrent du Rassemblement-UMP. Les deux propositions prévoyaient notamment des seuils plus ou moins stricts en termes de part de marché au-delà duquel un opérateur est considéré en position dominante (25 % dans le texte adopté de Calédonie ensemble, 50 % dans celui du Rassemblement-UMP), du plafond de déclenchement du contrôle des fusions-absorptions (600 millions de F CFP de chiffre d'affaires cumulé pour l'absorbeur et l'absorbé chez Calédonie ensemble, 1,8 milliard chez le Rassemblement-UMP) et les accords exclusifs d'importation (interdits par la proposition de Calédonie ensemble, ce à quoi le Rassemblement-UMP s'oppose). Le Rassemblement-UMP, associé à l'Avenir ensemble, demandent une seconde lecture de la proposition, qui aboutit le 25 juin 2013 à une nouvelle adoption du texte, qui définit également une autorisation préalable d’extension ou de reprise des surfaces commerciales dès qu’elles dépassent 350 m2. Le dispositif est plus contraignant que celui prévu dans les DOM par la loi Lurel, et le Rassemblement-UMP, en la personne de la présidente de l'Assemblée de la Province Sud, réagit à nouveau en saisissant cette fois le Conseil constitutionnel contre les principales mesures du texte, parlant « de dispositions extrêmement dangereuses » qui « portent atteinte tout à la fois à la liberté d’entreprise, au développement économique porteur d’emplois et à l’établissement d’une vraie concurrence ». Quoi qu'il en soit, la création d'une Autorité locale de la concurrence, indispensable pour l'application de cette « loi anti-trust », est incluse dans un projet de loi organique visant à actualiser la loi organique relative à la Nouvelle-Calédonie de 1999, adopté en procédure accélérée et à l'unanimité par le Sénat le 23 juillet 2013.
À l'Assemblée nationale, Philippe Gomès s'intéresse aussi aux questions éducatives. Il est d'ailleurs nommé au sein de la direction nationale de l'UDI en tant que délégué national pour l'éducation nationale (il est également membre du comité exécutif provisoire et du conseil de la présidence). Il intervient au titre de son groupe pour s'opposer à l'abrogation de la loi Ciotti du 28 septembre 2010 qui visait à lutter contre l'absentéisme scolaire en suspendant ou supprimant des allocations familiales en cas d'absentéisme prolongé. Concernant les questions de société, il soutient plusieurs des textes phares de la majorité de gauche : il fait partie des cinq députés sur les trente du groupe UDI (de même que Sonia Lagarde ainsi qu'Yves Jégo, Jean-Christophe Lagarde et, en seconde lecture après avoir voté contre par erreur en première lecture, Jean-Louis Borloo) à voter en faveur du projet de loi ouvrant le mariage aux couples de personnes de même sexe (dit du « mariage pour tous ») lors des deux lectures du texte, le 12 février 2013 puis le 23 avril suivant. Il vote également, le 16 mai 2013, pour la proposition de loi déposée par le groupe Gauche démocrate et républicaine (GDR) visant à supprimer le mot « race » de la législation française tout en indiquant, en tant qu'orateur désigné par l'UDI pour prononcer l'explication de vote, plusieurs réserves et en s'interrogeant : « Pensez-vous que supprimer un mot fera s'envoler la peste brune de la haine ordinaire ? ».

#### Vers les provinciales de 2014
Estimant que sa victoire électorale et celle de Sonia Lagarde aux élections législatives doivent avoir des conséquences sur le plan politique local, il soutient activement la candidature de Gérard Poadja à la présidence du Congrès le 29 août 2012, malgré la candidature adverse au sein du camp anti-indépendantiste de Simon Loueckhote, qui avait pourtant fait campagne pour Philippe Gomès et Sonia Lagarde au scrutin de juin. Gérard Poadja est élu « au forceps » (selon une expression du quotidien Les Nouvelles calédoniennes, reprise ensuite par Philippe Gomès), pour un mandat d'un an avec 28 voix contre 25 au sortant Rock Wamytan, candidat des groupes FLNKS et UNI, au troisième tour de scrutin. Aux deux tours précédents, aucune majorité absolue ne s'était dégagée avec trois candidats : Rock Wamytan (24 voix aux deux tours, soit la totalité des 23 indépendantistes et 1 voix venant du camp anti-indépendantiste), Simon Loueckhote (candidat du LMD soutenu par l'Avenir ensemble, le Rassemblement-UMP et Nathalie Brizard de l'UDC, 17 voix aux deux premiers tours, se retire au troisième) et Gérard Poadja (candidat du groupe Calédonie ensemble, 12 voix aux deux premiers tours). Un bulletin blanc a été décompté à chaque tour. Plus tard, après une réunion du conseil politique de Calédonie ensemble à Nouméa le 23 octobre 2012, Philippe Gomès estime que son parti n'est pas assez pris en compte dans le jeu institutionnel local et critique la « coalition RUMP - Avenir ensemble - UC - Parti travailliste » qui a donné des « résultats désastreux » tels que « l'UC boycotte le comité de pilotage sur l'avenir institutionnel et parle de climat délétère » tandis que « la grande réforme fiscale a été mise en sommeil ». Il annonce alors la volonté de son parti d'« instaurer un nouveau gouvernement pour une nouvelle stabilité et un nouvel élan [...], tout en rétablissant sur des bases saines, un dialogue constructif entre indépendantistes et non-indépendantistes », sur la base d'un nouvel accord trouvé entre les formations politiques anti-indépendantistes pour arriver à une liste commune et s'arrêter sur le nom du nouveau président d'exécutif. Cette annonce recueille des avis généralement négatifs de l'ensemble des autres partis représentés au Congrès (Pierre Frogier parlant de « déstabilisation », Harold Martin d'« agitation » qu'il qualifie d'« irresponsable », Gérard Reignier de l'UC de « coup de bluff » et Louis Kotra Uregei de « jeu électoraliste »), seul le Palika, tout en parlant de « désir de vengeance » et de « bataille pour le leadership de la droite locale », partageant l'analyse de Philippe Gomès en estimant « qu'il n'y a plus de collégialité au gouvernement depuis 2011 » alors que celle-ci « existait sous les gouvernements Thémereau et Gomès » et que « les institutions ont été dévoyées et toutes les grandes réformes patinent ».
Le 18 décembre 2012, il démissionne du Gouvernement (y laissant sa place à Frédéric de Greslan) pour redevenir membre du Congrès et de l'Assemblée de la Province Sud. Le même jour, il annonce que Calédonie ensemble va déposer le 21 décembre suivant une motion de censure contre cet exécutif. Cette défiance est finalement rejetée au Congrès, n'étant votée que par 18 élus sur 52 présents, soit les 11 de Calédonie ensemble, les 6 du Palika et 1 dissident de l'UC, Pascal Naouna.
Par la suite, plusieurs chevaux de bataille de Philippe Gomès et de son parti sont obtenus : la mise en place de la « Taxe générale sur les activités » (TGA, nom donné à une TVA locale), à laquelle Calédonie ensemble s'est toujours opposé mais qui fut adoptée par le Congrès le 9 janvier 2012 et qui était initialement prévue au 1er janvier 2013, est finalement reportée sine die le 13 novembre 2012 par l'assemblée délibérante néo-calédonienne par les voix conjointes de l'ensemble des formations anti-indépendantistes puis abandonnée en janvier 2014 ; l'adoption en 2013, malgré l'opposition des autres non-indépendantistes, de la « loi anti-trust » proposée par Calédonie ensemble.
Le 22 juin 2013, lors du congrès du parti tenu au parc Fayard à Dumbéa, Philippe Gomès annonce sa position concernant l'avenir institutionnel en proposant « un référendum éclairé » avec une volonté que « les deux projets, celui de l’indépendance et celui du maintien de la Nouvelle-Calédonie dans la France, soient clairement définis, avant d’être soumis au vote du peuple ». Après de nouvelles victoires électorales lors des municipales de Nouméa (le parti de Philippe Gomès gagnant par exemple Nouméa, et confirmant son poids en « Brousse » avec six mairies contre quatre auparavant), Calédonie ensemble lance sa campagne pour les élections provinciales du 11 mai 2014 lors d'un congrès réuni à l'hippodrome Henri Milliard de Nouméa le 19 avril 2014. C'est à ce moment que Philippe Gomès est confirmé en tant que tête de la liste du mouvement en Province Sud, intitulée « L'avenir en partage. Ensemble vers un avenir éclairé et apaisé ». La liste arrive assez largement en tête, avec 24 863 voix soit 36,44 % des suffrages exprimés du Sud pour 16 élus provinciaux sur 40, dont 13 sur les 32 siégeant également au Congrès. Calédonie ensemble s'impose alors comme la première force politique du pays et plus encore au sein du camp non-indépendantiste, totalisant dans l'ensemble de l'archipel 27 424 votes soit un quart (26,05 %) des voix et s'approchant de la moitié (44,49 %) des électeurs partisans du maintien dans la France, et obtenant 15 élus sur les 54 du Congrès (et les 29 non-indépendantistes).

#### Un nouvel homme fort de la politique locale?
Comme Pierre Frogier l'avait fait en 2009, Philippe Gomès annonce vouloir assurer une majorité au Congrès et à la Province Sud en négociant avec les deux autres formations non-indépendantistes représentées, le Front pour l'unité (FPU, coalition formée autour du Rassemblement-UMP, avec, entre autres, l'Avenir ensemble et le LMD) et l'Union pour la Calédonie dans la France (UCF, alliance de plusieurs partis dissidents du Rassemblement-UMP et partisans d'une union des non-indépendantistes pour négocier en force avec les indépendantistes). C'est ainsi qu'il signe avec Cynthia Ligeard (présidente sortante de l'assemblée de la Province Sud et tête de liste du FPU) et Gaël Yanno (président fondateur du Mouvement populaire calédonien dit MPC et l'un des dirigeants de l'UCF) un « contrat de gouvernance solidaire » présenté lors d'une conférence de presse le 16 mai 2014. Il comprend une répartition des postes clés dans les institutions comme en 2009, à savoir la présidence de l'assemblée provinciale à Philippe Michel de Calédonie ensemble (élu ce même jour), celle du Congrès à l'UCF et devant revenir normalement à Gaël Yanno, et celle du gouvernement pour le FPU et plus précisément pour Cynthia Ligeard. Ce « contrat » prévoit également un certain nombre de priorités politiques à mettre en œuvre en commun dont la recherche d'un équilibre budgétaire pour la Province Sud (en souhaitant notamment négocier une révision de la clé de répartition) et le financement des communes, l'organisation d'une conférence économique et sociale des « forces vives du pays », et l'engagement voulu le plus rapidement possible des discussions avec les indépendantistes et l'État sur la sortie de l'accord de Nouméa et la consultation d'autodétermination. Philippe Gomès ne postule ainsi à aucune fonction effective, restant toutefois conseiller provincial et élu du Congrès, afin de se concentrer sur cette dernière tâche et son mandat de député.

## Affaires judiciaires

### Affaire Goro Nickel
En 2005, Philippe Gomès, alors membre du conseil d'administration de Goro Nickel (au titre de sa présidence de l'Assemblée de la Province Sud) et en même temps de l'entreprise Spot, spécialisée dans la vente de matériels électriques, gagne un marché d'installation de climatiseurs pour 127 millions de francs CFP. En mai 2012, il est condamné en première instance pour prise illégale d'intérêts à cinq mois de prison avec sursis et 2 millions de francs CFP d'amende. En appel, le 26 octobre de la même année, il est finalement relaxé.

### Affaire Nouvelle-Calédonie Énergie
Philippe Gomès a été condamné le 13 mai 2022, pour prise illégale d'intérêts dans l’affaire NCE - Nouvelle-Calédonie Énergie, à deux millions de francs CFP d'amende, avec sursis. Entre 2016 et 2018, il était président de la SAS NCE.
C'est une déception pour Frédéric de Greslan, avocat de la défense, et Thierry Blaisot, représentant local de l'association Anticor. En effet, le procureur de la République avait alors requis six mois de prison avec sursis et une amende d'un million de francs CFP.

### Affaires des emplois fictifs
Il est condamné le 1er juillet 2025 par le tribunal correctionnel de Nouméa à quatre ans de prison (dont deux ferme aménagés sous bracelet électronique) et cinq ans d’inéligibilité dans une affaire d’emplois fictifs. Lui-meme et d'autres cadres de son parti comparaissaient pour détournements de fonds publics entre 2014 et 2018 pour avoir rémunéré des collaborateurs politiques pour des fonctions fictives. Dans son jugement, le tribunal décrit un « système organisé de détournement de fonds publics », visant à « fidéliser des soutiens politiques par le biais d’emplois rémunérés sur fonds publics », certains recrutements répondant à « une logique d’achat de voix ».